# فلسفة الجمال
فلسفة الجمال أو علم الجمال أو الجماليات أو علم المحاسن علم الشهوات والزين أو الأستطاقية (بالإنجليزية: Aesthetics)‏ أحد الفروع المتعدّدة للفلسفة، لم يُعرفْ علمًا خاصًا قائمًا بحدِّ ذاته، حتّى قامَ الفيلسوف بومجارتن (1714–1762) في آخر كتابه «تأملات فلسفية» في بعض المعلومات المتعلّقة بماهيّة الشِّعر 1735، إذ قام بالتّفريق بين علم الجمال، وبقيّة المعارف الإنسانيّة، وأطلقَ عليه لفظةَ الأستاطيقا ‘‘‘Aesthetics ‘‘‘، وعيّن له موضوعًا داخل مجموعة العلوم الفلسفيّة. وهناك من قال بأنّ: الجماليّات هي فرعٌ من فلسفة التّعامل مع الطبيعة والجمال والفنّ والذّوق. علميًّا، عُرّفت على أنّها دراسة حسية أو قيم عاطفيّة، التي تسمّى أحيانًا الأحكام الصّادرة عن الشعور، والباحثون في مجال تحديد الجماليّات اتّفقوا بأنّها «التّفكير النّقديّ في الثقافة والفن والطبيعة».
كان الإغريق يربطون بين الجمال والفضيلة ويؤمنون بالصلة التي تجمع بينهما، وكانوا يسمونهاـ"كالو كاجاثوس" أي اتحاد الجمال والخير.
اليونانيون كانوا يرون أنّ الإله يجمع بين الجماليّات البشريّة الكاملة، وأنّهُ المثال المتكامل السّامي للإنسان. هربرت ريد: عرّف الجمال بأنّهُ وَحْدةُ العلاقات الشّكليّة بين الأشياء التي تدركها حواسّنا، أمّا هيجل، فكان يرى الجمال بأنّه ذلك الجنّيُّ الأنيس الذي نصادفه في كلّ مكان، وجون ديوي عرّف الجمال بفعل الإدراك والتّذوّق للعلم الفنّيّ.

## أصل الكلمة ومدلولها
أصل كلمة Aesthetics يونانيّ (إغريقيّ) وكان يُقصد بها العلم المتعلق بالإحساسات طبقًا للفظ Aesthesi، الفيلسوف بول فاليري قال: علم الجمال علم الحساسية وفي الوقت الحالي اصطلح البعض على تسميته كل تفكير فلسفي بالفن، فالاستاطيقا فرع خاص بدراسة الحس والوجدان.
ينطلق بومغارتن من المماثلة التالية: كما أنّه قد وقع نحت عبارة منطق، أي علم ما هو بيّن أو المنطق، من لفظة (logikos) أي ما هو بيّن أو المنطقي، كذلك يمكن نحت عبارة (Aesthetic)، أي العلم بالمحسوس من لفظة (aisthètos) أي ما هو محسوس. ولذلك فإنّ المعنى الحرفي أو الأوّلي للفظة استاطيقا، Aesthetics هو مرادف لما تعنيه لفظة sentio في اللاتيني أي الإحساس.

## تطوير موضوع البحث الجمالي ونشأة علم الجمال
علم الجمال أو علم الاستاطيقا علم حديث النشأة، انبثق بعد تاريخ طويل عتيق من الفكر الفلسفي التأملي حول الفن والجمال؛ وبهذا المعنى يعد علم الجمال علماً قديماً وحديثاً في وقت واحد.
لم تكن لدى اليونانيين معرفة في ذاته ولذاته ولكن اهتموا بالفن من حيث علاقته بالخير أو دلالته على الحقيقة، لذا يقال أن مجال الاستيطقي the aesthetic هو منطقة من البحث كانت ممتنعة على اليونان ليس فحسب لأنهم لم يعرفوا هذه الكلمة وإنما أيضاً لأنه لم تكن لديهم كلمة مرادفة لمفهوم (الفن الجميل)fine art

## الجمال والفن
دائماً ما يحصل خلط بين الجمال والفن على الرغم من قربهما من بعضهما، إلا أن الجمال يختلف عن الفن من جهة الأمور الحسية والوجودانية، فالجمال ليس بحسي بل يتعلق أكثر بالأمور الوجدانية والأحاسيس أو المشاعر؛ أما الفن فهو إمّا تغيير مكون مادة ما أو إعادة صنع مكون مادي محسوس إن كان بشكل لوحة فنية أو تمثال وحتى القصائد الشعرية والاعمال الموسيقة هي على الرغم من عدم قدرة المرء على لمس النغمات أو الكلمات الشعرية إلا أنه قادر على لمس الآلة التي صنعت أو خلقت هذا العمل إن كان بيانو أو قلم.

## تاريخ علم الجمال

### الجماليات القديمة
هناك أمثلة من فن ما قبل التاريخ، ولكنها نادرة، وسياق إنتاجها واستخدامها ليست واضحة جدا، وبالتالي فإن المذاهب الجمالية التي وجهت إنتاجها ومعظمها غير معروف.
كان الفن القديم إلى حد كبير، ولكن ليس كليا، على أساس الحضارات القديمة العظيمة: مصر، بلاد ما بين النهرين وبلاد فارس واليونان والصين وروما والهند والمايا. وضعت كل من هذه المراكز الحضارية في وقت مبكر أسلوب فريد من نوعه والمميز في فنها. كان لليونان التأثير الأكبر على تطور علم الجمال في الغرب. وشهدت هذه الفترة من الفن اليوناني تبجيل تشكل المادية والبشرية وتنمية المهارات المناظرة لإظهار العضلات، الاتزان، والجمال والنسب الصحيحة تشريحيا. علاوة على ذلك، في كثير من الثقافات الغربية والشرقية على حد سواء، ونادرا ما يصور الصفات مثل شعر الجسد في الفن الذي يعالج الجمال الجسدي. في هذا يتناقض مع الذوق الجمالي اليوناني - الغربي وهو نوع من الغرابة.
ورأى الفلاسفة اليونانيين في البداية أن الأجسام جذابة جماليا كانت جميلة في حد ذاتها. ورأى أفلاطون أن الأشياء الجميلة أدرجت نسبة والوفاق والوحدة بين أجزائها. وبالمثل، في الميتافيزيقيا، وجد أرسطو أن العناصر العالمية للجمال والنظام، والتماثل، والوضوح.
```
ثبت مثال على الجماليات القديمة في 
اليونان
 من خلال الشعر عن طريق الاقتباس "بالنسبة لأصحاب تلك القصائد العظيمة التي نعجب، لا لتحقيق التميز من خلال قواعد أي فن، ولكن التي يبدونها على الأنغام الجميلة في حالة من الإلهام، كما أنها كانت بروح ليست لهم، 
أفلاطون
 
(تاريخ علم الجمال)
```

### الجماليات الإسلامية

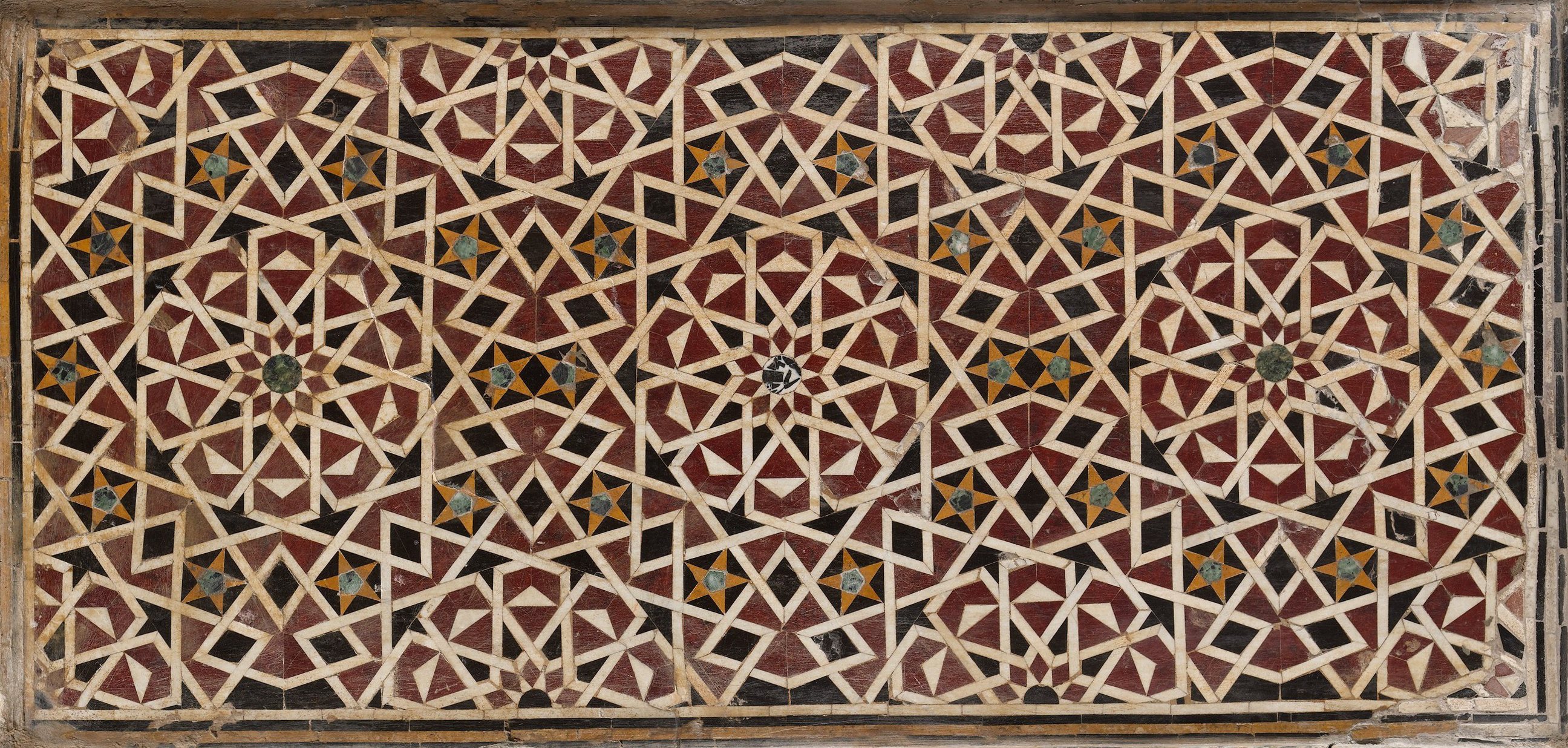
فسيفساء صنعت من الرخام في عهد مماليك مصر.

الفن الإسلامي ليس فنا متعلقا بالدين فقط، مصطلح «الإسلامية» لا يشير إلى الدين فقط، ولكن إلى أي شكل من أشكال الفن في الثقافة الإسلامية، أو في سياق إسلامي.
يعتقد كثير من المسلمين أن محاولة رسم إنسان أي حيوان غير مباحة أو ربما محرمة. وكان لهذا الاتجاه تأثير في فنون مثل الفسيفساء، أرابيسك، والخط العربي الإسلامي والعمارة الإسلامية، التي استخدمت زخارف نباتية وليس صورا لأشخاصٍ أو حيوانات. كذلك ظهر الفن الزخرفي عبر أشكال وأنماط هندسية، وأنماط الأزهار والأرابيسك.
ويحظر عموما تصوير الإنسان أو الحيوان تماما في الثقافات الإسلامية لأن فيها مضاهاة لخلق الله، كما أنها قد تؤدي بعد ذلك إلى عبادة تلك المنحوتة، وعبادة المنحوتات أو الأصنام محرمة في الشريعة الإسلامية.

### الجماليات الهندية
تطورت الفنون الهندية، مع التركيز على حفز مواضيع خاصة سواء كانت فلسفية ام روحية للجماهير، أو مع تمثيلهم رمزيا. وفقا لكابيلا
تطورت القواعد الخاصة للـعمارة الهندية الكلاسيكية، والنحت، والرسم، والأدب، والموسيقى، والرقص، مكيفة وسائل الاعلام الخاصة بكل منها، لكنها مشتركة مع بعضها البعض ليس فقط على المعتقدات الروحية الكامنة للهنود العقل الفلسفي، ولكن أيضا الإجراءات التي تم عمل علاقات مفصلة بين المواضيع الرمزية والروحية.
في الفلسفة الهندية بان يعتقد أن مصطلح "ساتيام شيفام سوندارام' هو اسم آخر لمفهوم العليا.
```
'سات' هي القيمة الحقيقة، 'شيف' هو قيمة جيدة و«سوندارام» هي قيمة الجمال. الإنسان من خلال تعليمه أو الخبرة والمفاهيم أو الممارسة، من خلال مراحل مختلفة من الحياة ويأتي تشكيل وتحقيق فكرة من هذه القيم الثلاث لتطوير نظام القيمة. هذه القيمة نظام يساعدنا على تطوير فكرتين أساسيتين 1) البراعة/ 2 الخبرة المطلقة، وبالتالي يعرف الحكم على أي شيء في هذا الكون في ضوء هذين التدبيرين. والشخص الذي يتقن كميات كبيرة من المعرفة من كتب النحو والقواعد ولغة وشكل الفن هم متبعون (Daksha)، حيث اولئك الذين عملوا من خلال النظام كاملا، وتنقلوا وسافروا قبل أن تصبح قانونا بحد ذاته وتسمى مهانا، (الأفكار المنفصلة من داشكا ومهانا منسوبة إلى مفهوم ساتيام - شيفام - سوندارام).
```

### الجماليات الصينية
الفن الصيني له تاريخ طويل من الأساليب المتنوعة والتركيز، في العصور القديمة كانوا الفلاسفة الصينيين يتجادلون عن الجماليات أو الاستطيقا.وأكد «كونفوشيوس» ومساعدة «لي» على دور الفنون والعلوم الإنسانية (وخصوصا الموسيقى والشعر) في توسيع نطاق الطبيعة البشرية (آداب، والطقوس) في وصولنا إلى ما هو أساسي عن الإنسانية، ومنافسه «موزي» جادل بأن الموسيقى والفنون الجميلة يستفيد منها الأغنياء أكثر من الفقراء حيث أن «موزي» قد استأثر الجمال لطبقة معينة دون الأخرى.
في القرن الرابع للميلاد، كان الفنانون يتناقشون كتابة الأهداف المناسبة للفن، «غو كيزي» لديه ثلاثة كتب نجت من الزمن حيث تحدثت عن هذه النظرية من الرسم، مثلا: انه ليس نادرا ان تجد في وقت لاحق (فنانون وعلماء) الذين على حد سواء أسسوا الفن وكتبوا عن إنشاء وخلق الفن. وقد كان التأثير الديني والفلسفي شائعا ومتنوعا على الفن، لكن لم يكن شامل التأثير; من السهل إيجاد فن يتجاهل الدين والفلسفة في كل فترة زمنية من فترات تاريخ الصين.

### الجماليات الأفريقية
نشأ الفن الأفريقي من العديد من الاشكال والانماط، مع القليل من التأثير من خارج أفريقيا، معظم هذا الفن تأثر بالأشكال التقليدية والقواعد الجمالية التي صدرت شفويا كما أنها صدرت بشكل مكتوب، برز النحت وفن الأداء والتجريد (غالبا ما يكون التجريد ذو قيمة في أفريقيا) حيث انها كانت ذات قيمة في أفريقيا قبل التأثير من الثقافة الغربية وأن يصبح هذا التأثير جادا في تأثيره، (ثقافة النوك شهادة على ذلك) (ومسجد تمبكتو يظهر ان مناطق معينة من أفريقيا طورت جماليات فريدة من نوعها).

### الجماليات الغربية في القرون الوسطى
الفن في القرون الوسطى هو ديني في المقام الأول ويمول بشكل كبير من قبل الدولة، الروم الكاثوليك والكنيسة الأرثودكسية، هذه القطع الفنية غالبا ما تقدم على شكل وظائف طقوسية، سواء أكانت كؤوس أو حتى مباني الكنيسة نفسها، العناصر الفنية من هذه الفترة الزمنية غالبا ما كانت مصنوعة من مواد نادرة وثمينة، مثل الذهب واللازورد، حيث أن تكاليف هذه المواد تتجاوز أجر الفنان نفسه.
جماليات القرون الوسطى مبنية على الفكر الكلاسيكي، حيث اسمرت على ممارسات أفلوطين في استخدام المصطلحات اللاهوتية للتوضيح لها، القديس بونافنتورا ناقش مهارات الحرفيين التي شبهها بالهدايا التي قدمت من قبل الرب، لهدف كشف الله للبشرية، والهدف منها تحقيق أربعة أضواء: ضوء المهارة في الفنون الميكانيكية التي تفصح عن عالم من التحف، ; وهو الضوء الذي يسترشد بضوء احساس التصور الذي يكشف للعالم الأشكال الطبيعية ; وهو الضوء الذي يسترشد بضوء الفلسفة الذي يكشف للعالم الحقيقة الفكرية;وأخيرا الضوء الذي يسترشد بضوء الحكمة الالهية التي تكشف للعالم الحفاظ على الحقيقة.
جمالية القديس توماس الإكويني على الأرجح هي الأكثر شهرة وأكثر تأثيرا من بين مؤلفين العصور الوسطى، بعد أن كانت الموضوع للعديد من التدقيقات في أعقاب إحياء المدرسة السكولاستية في أواخر القرن التاسع عشر وبدايات القرن العشرين وحتى بعد أن لاقت استحسان الكاتب المحتفي بالحداثة «جيمس جويس»، الأكويني مثل أي كاتب في القرون الوسطى، لا يعطي الاعتبار المنهجي من الجمال في حد ذاته، ولكن العديد من العلماء رتبوا افكارة بشكل تقليدي وليس دائما مع استنتاجات موحدة مستخدمين ملاحظات ذات صلة شاملة للجزء الأساسي من عمله. حيث أن ملاحظات اكويني تبعت عموما نموذج أرسطو، حيث طور جمالية منفردة دامجا عناصر فريدة من نوعها مع فكرته.

## الجماليات الحديثة
من أواخر القرن السابع عشر إلى بدايات القرن العشرين، الجماليات الغربية خضعت لثورة بطيئة إلى ان وصلت أي ما يسمى بالحداثة، المفكرين الألمان والبريطانيين اكدوا ان الجمال هو المفتاح المكون من الفن وتجربة علم الجمال، ونظروا أن الفن بالضرورة يهدف إلى الجمال المطلق.
- - ألكسندر جوتليب بومجارتن

ان علم الجمال هو علم تجارب الشعور أو علم تجارب الإحساس، وهي الشقيقة الصغرى للمنطق، والجمال هي أكثر المعارف مثالية.
- - ايمانويل كانط

ان علم الجمال هو تجربة الجمال وهو الحكم الذاتي ولكن مشابه للحقيقة الإنسانية.
- - فريدريش شيلر

علم الجمال هو تقدير الجمال وهي أكثر المصالحة كمالا بين الاجزاء الحسية والعقلانية من طبيعة الإنسان.
- - فريدريش ويهليم جوزف شيلج

يرى أن فلسفة الفن هي العلاقة بين الإنسان والطبيعة، إذا الجماليات بدأت لتكون الاسم لفلسفة الفن.
فريدريش فون شليغل، أغسطس فيلهم شليغل، شلير ماخر فريدريش هيغل وجورج فيلهلم فريدرش، كل هؤلاء قد ألقوا محاضرات عن علم الجمال كفلسفة الفن بعد عام 1800 للميلاد.
يرى «هيغل» ان كل الثقافات هي مسألة الروح المطلقة لتكون واضحة بحد ذاتها، مرحلة بمرحلة، لتتغير لتكون الكمال، وحدها الفلسفة تستطيع الوصول إليها.
- - ارثر شوبنهاور

علم الجمال هو تأمل الجمال وهو أكثر الفكر النقي تحررا من إملاءات الإرادة;هنا نتأمل الكمال من حيث الشكل من دون أي نوع من أنواع الأجندة، وأي تدخل للمنفعة أو لأهداف سياسية سيفسد الهدف والمعنى الحقيقي من الجمال. وهو بالتالي هي وسيلة من وسائل شوبنهاور لمحاربة ومقاومة المعاناة.
في يوم 7 يناير عام 1904 حاول جيمس جويس نشر مقالة بعنوان (لوحة فنان) وهي مقالة تناقش وتتعامل مع علم الجمال، فقط لأنها رفضت من قبل مجلة الفكر الحر «دانا» قرر في عيد ميلاده الثاني والعشرين لتحويل هذه المقالة إلى رواية وسماها «ستيفن البطل»، لقد كانت الرواية خيالية، لكن في نهاية المطاف جويش شعر بالإحباط من اتجاهه وهجر هذا العمل، ولم تنشر أبدا في هذا الشكل، ولكن بعد سنوات عدة وفي مدينة تريست الإيطالية، جويس أعاد كليا كتابة روايته كلوحة الفنان عندما كان شابا. رواية ستيفن البطل التي لم تنته لم تنشر إلا بعد وفاة جويس.
إضافة إلى العديد من رواد الجماليات الحديثة:
«اشلي كوبر» Francis Hutcheson Home, Lord Kames, William Hogarth, «ادموند بيرك» وغيرهم.

## جماليات ما بعد الحداثة والتحليل النفسي
تحدى فنانو وشعراء وملحنين أوائل القرن العشرين مفاهيم الجمال القائمة، موسعين نطاق الفن والجماليات.
في عام 1941 للميلاد أسس «ايلي سيغل» الفيلسوف والشاعر الأمريكي الواقعية الجمالية حيث إن فلسفته أن الواقعية هي الجمالية بحد ذاتها، وان العالم والفن والنفس تشرح احدهما الأخرى، وقد بذلت محاولات عديدة لتحديد جماليات ما بعد الحداثة، تحديا للافتراض الذي يقول أن الجمال كان عاملا رئيسيا للفن والجماليات حيث أنها استمرارية لفرضية جمالية قديمة; أرسطو كان أول غربي صنف الجمال إلى أنواع، وكانط فصل ما بين الجمال والسمو.
إضافة إلى:
«الجماليات المتطورة»
```
الجماليات والمعلومات
```

وهي نتائج التطور التكنولوجي والثورة الطبية والاقتصادية وثورة الاتصالات والمعلومات.

## تطبيق الجماليات
فضلا عن كونها تطبيقا للفن، الجماليات يمكن ان تطبق على عناصر الثقافة. الجماليات زاوجت ما بين عناصر الفن والمواضيع الطبية، حيث نشأت عن طريق متحدثين يعملون لوكالة المعلومات الأمريكية، هذه المزاوجة نشأت من أجل تعزيز نموذج التعليم عندما استخدم المتحدثون باللغة الإنجليزية مترجمين للوصول إلى جماهير في بلاد أخرى، بشكل عام هؤلاء الجماهير لم يكونوا منطلقين في اللغة الإنجليزية. ويمكن أن تستخدم في مواضيع متنوعة مثل الرياضيات والأزياء والطبخ وتصميم المواقع الإلكترونية.

## جماليات الاخلاق
جمالية الأخلاق تشير إلى الفكرة أن سلوك الإنسان وتصرفاته يجب أن تكون محكومة ما بين ما هو جميل وجذاب، أشار «جون ديوي» إلى إن وحدة الجمال والأخلاق هي في الواقع تنعكس على فهمنا للتصرفات والسلوك في كونها «نزيهة» الكلمة لها معنى مزدوج من الجاذبية القبول الأخلاقي، في الآونة الأخيرة اقترح «جيمس بيج» ان جماليات الاخلاق ممكن ان تكون الأساس الفلسفي المنطقي لتربية السلام.
الحقيقة كما الجمال، والرياضيات، والفلسفة التحليلية، والفيزياء
منذ عام 2005، حاول علماء الحاسوب لتطوير المواضيع الآلية لاستنتاج نوعية الصور الجمالية، عادة ما تتبع هذه المناهج نهج آلة التعلم.
```
حيث عدد كبير من الصور الفوتوغرافية المصنفة يدويا معتادة على أن «تعلم» الحاسوب عن ما هي الخصائص البصرية المتعلقة بنوعية الجماليات. محرك اكوين، طور في جامعة ولاية بنسلفانيا، معدلات الصور الطبيعية رفعت من قبل المستخدمين، ملحوظ أن من في هذا المجال هو «مايكل ليتون» أستاذ علم النفس في جامعة روتجرز. ليتون ايَضا رئيس الجمعية العالمية للجماليات الرياضية والحسابية ورئيس الجمعية العالمية للمجموعة النظرية في العلوم المعرفية وقد طور النظرية التوليدية للشكل. وقد كانت هناك محاولات ناجحة نسبيا فيما يتعلق بالشطرنج والموسيقى.
```

## الحكم الجمالي
أحكام القيمة الجمالية تعتمد على قدرتنا على التمييز على المستوى الحسي.
الجماليات تختبر نطاق تأثرنا لكائن أو لظاهرة. ايمانويل كانط، كتب في عام 1790 للميلاد، (ملاحظة رجل) " إن قال بأن نبيذ الكناري مقبول ولكنه مقبول ان شخص اخر صحح مقولته وذكره أن يقول عوضا عن ذلك : نبيذ الكناري مقبول بالنسبة لي، لأن لكل شخص له ذوقه الخاص. قضية الجمال تختلف عن كونها مجرد " اتفاق " لانه ان أعلن احدهم ان شيئا ما جميلا، إذا يتطلب نفس الإعجاب من قبل الآخرين; إذا هو لا يحكم بالنيابة عن نفسه بل هو يحكم بالنيابة عن الجميع، ويتكلم عن الجمال كما لو كان من خاصية الأشياء.
الأحكام الجمالية عادة ما تذهب إلى ما وراء التمييز الحسي. "ديفيد هيوم" يقول إن رفاهية الذوق ليست مجرد "القدرة على كشف المكونات في تركيب ما" ولكن أيضا حساسيتنا للألم واللذة، (المقالات الأدبية والأخلاقية والسياسية. انديانابوليس، كلاسيكيات الأدب 5، 1987.) وهكذا التمييز الحسي يرتبط بالقدرة على المتعة. "كانط" يقول ان " التمتع هو النتيجة عندما تنشأ المتعة من الإحساس، ولكن الحكم على شئ يكون " جميلا" له شرط ثالث: وهو الإحساس لابد أن يرتفع إلى المتعة من خلال إشراك قدراتنا للتأملات المتعاكسة. الأحكام الجمالية هي، الإحساس، العاطفة والفكر الكل في واحد.
تفسيرات مشاهدين عملية الجمال، تمتلك مفهومين للقيمة: الجماليات والذوق. الجماليات هي الفكرة الفلسفية للجمال. الذوق هو النتيجة للعملية التعليمية والوعي لنخب القيمة الثقافية من خلال التعرض للثقافة الشاملة.
اختبر «بورديو» كيف نخبة المجتمع يعرفون القيم الجمالية مثل الذوق وكيف أن المستويات المختلفة من التعرض لهذه القيم يمكن أن يكون نتيجة للاختلاف بحسب الطبقات، والخلفية الثقافية والتعليم. وطبقا لكانط الجمال الجمال هو هدف وعالمي; وبالتالي أشياء معينة هي جميلة للجميع. وجهة النظر المعاصرة للجمال لا تستند على الصفات الفطرية، ولكن عوضا عن الخصوصيات الثقافية والتفسيرات الفردية.

## العوامل التي تدخل في الحكم الجمالي
```
أيضا الأحكام الصادرة عن القيم الجمالية تشرك العديد من القضايا. ردود مثل إظهار الاشمئزاز تظهر ان الكشف الحسي مرتبط بالطرق الغرائبية لتعابير الوجه، وحتى التصرفات مثل انعكاس الهفوة. أيضا الاشمئزاز عادة ما تتعلم أو تكون مشكلة ثقافية أيضا; حيث اشار داروي (رؤية شريط من الحساء في لحية رجل أمر مقرف حتى لو لم تكن اللحية ولا الحساء مقرفة. الأحكام الجمالية قد تكون مرتبطة بالانفعالات أو، مثل الانفعالات والتي تتجسد بشكل جزئي في ردود الفعل الجسدية. رؤية وجهة نظر سامية من المناظر الطبيعية قد يعطينا ردة فعل الرهبة، والتي تظهر مجسدة بزيادة معدل ضربات القلب أو اتساع بؤبؤة العينين. هذه الردود الفعل الفاقدة للوعي من الممكن أن تكون جزأ تأسيسيا مما يجعل حكمنا حكما للمشهد السامي.
```

وبالمثل، الأحكام الجمالية قد تكون مكيفة ثقافيا إلى حد ما. الفكتوريين في بريطانيا غالبا ما يرون أن النحت الأفريقي قبيح، ولكن بعد عدة عقود فقط، الادوارديين شاهدوا نفس المنحوتات ووجدوا انها جميلة. تقييمات الجمال قد تكون مرتبطة بالرغبة. وبالتالي أحكام القيم الجمالية من الممكن أن ترتبط بأحكام قيمة الاقتصاد، السياسة والأخلاق. في السياق الحالي، شخص يحكم ان سيارة لامبورغيني جميلة ويرجع ذلك كونها مرغوبة ورمزا للحالة، أو قد نحكم انها جزئيا مثيرة للإشمئزاز لأنها تمثل لنا الإفراط في الاستهلاك أو أنها تسيء للسياسة أو القيم الأخلاقية.
«جزء لا يتجزأ في الحيوان والمجتمعات البشرية». في دراسات في السلوك البشري والحيواني، المجلد. 2. ص 115-195. كامبريدج، ماساشوستس : UP هارفارد، 1971 (. حانة في الأصل 1950),
الأحكام الجمالية من الممكن أن تكون جيدة جدا ومتناقضة داخليا. وبالمثل الأحكام الجمالية عادة ما تبدو على لاقل جزئيا «فكرية وتفسيرية». إنها ماذا يعني الشئ أو تمثل لنا عادة ما الذي نحكم عليه. الجماليات الحديثة اكدت الإرادة والرغبة كانت تقريبا كامنة في التجربة الجمالية، ولكن التفضيل والاختيار يبدو مهمة جمالية لبعض مفكري القرن العشرين. وبالفعل هذه النقطة قد كتبت من قبل الفيلسوف هيوم، ولكن بالنظر إلى ميري موثيرسيل «الجمال والحكم الناقد»، في دليل بلاكويل للجمال، 2004، وبالتالي الأحكام الجمالية من الممكن أن ينظر إليها كقاعدة للإحساس، المشاعر، الآراء الفكرية، القدرة، الرغبة، الثقافة، الأفضليات، القيم، سلوك اللاوعي، قرار واع، التدريب، الغريزة، المؤسسات الاجتماعية، أو بعض التراكيب المعقدة منها، اعتمادا على أي نظرية توظف.

## هل أشكال الفن المختلفة «الجميل أو المقرف أو الممل» متشابهة؟
ثالث موضوع مهم في هذة المقالة من «الأحكام الجمالية» هو كيف يتم توحيدها من خلال الاشكال الفنية؛ نستطيع أن نصف شخص أو منزل أو سمفونية أو عطر أو حتى دليل رياضي بأنه جميل.
ما هي الخصائص التي يتشاركون فيها؟ ما الذي يعطيهم نفس الخاصية أو نفس الوصف؟ ما السمة المميزة التي تجعل من دليلٍ رياضي وعطر يتشاركان التفضيل والتي بمقتضاها جعلتهما يعتبران جميلان؟ ما الذي يجعل من لوحة جميلة مختلفة تماماً عما يجعل الموسيقى جميلة؟ يوحي هذا بأن كل شكل من أشكال الفن له لغته الخاصة للأحكام الجمالية.
وفي الوقت نفسه، هنالك على ما يبدو قلة أو شح في الكلمات التي تعبّر عن الذات بدقة عند إجراء الحكم الجمالي. الحكم الجمالي لا يمكن أن يكون حكماً تجريبياً. لذلك، نظراً لإستحالة الدقة، هناك التباس حول ما إن كانت التفسيرات قابلة للتفاوض من الناحية الثقافية. اختبرت اثنتان من المشاعر المختلفة جذرياً من خلال شخصين مختلفين من الممكن أن يمثلا من خلال تعبير لفظي متطابق، «فيتجنشتاين» قال هذا في محاضراته عن الجماليات وألعاب اللغة.